# Templo Amitabha
Templo Amitabha is een mahayana boeddhistische tempel in Vila Mariana, São Paulo. De tempel wordt beheerd door de organisatie Mosteiro Putuo Shan Na América Do Sul. De tempel werd gesticht in 1964 door Chinese migranten afkomstig uit de Chinese stad Shanghai. De Shanghainezen kwamen in de jaren zestig van de 20e eeuw naar de stad en misten het offeren in de tempels van hun vaderland, hierop werd de tempel gesticht als spirituele gebedsplaats voor de plaatselijke Chinezen. Het is daarmee de oudste Chinese boeddhistische tempel van het land.
Het huidige tempelgebouw is in Chinese stijl gebouwd en bestaat uit vijf tot zeven etages. De onderste twee etages worden gebruikt voor boeddhistische rituelen. Op het dak van de tempel staat een 10 meter hoog standbeeld van Guanyin. Het is het grootste Guanyinbeeld van Brazilië. In het gebouw is een bibliotheek, een gezondheidscentrum, een meditatiehal, een Mahavirahal, slaapkamers voor bhikkhu's, slaapkamers voor gelovigen en een vrijwilligerscentrum.